# Michael Drobil

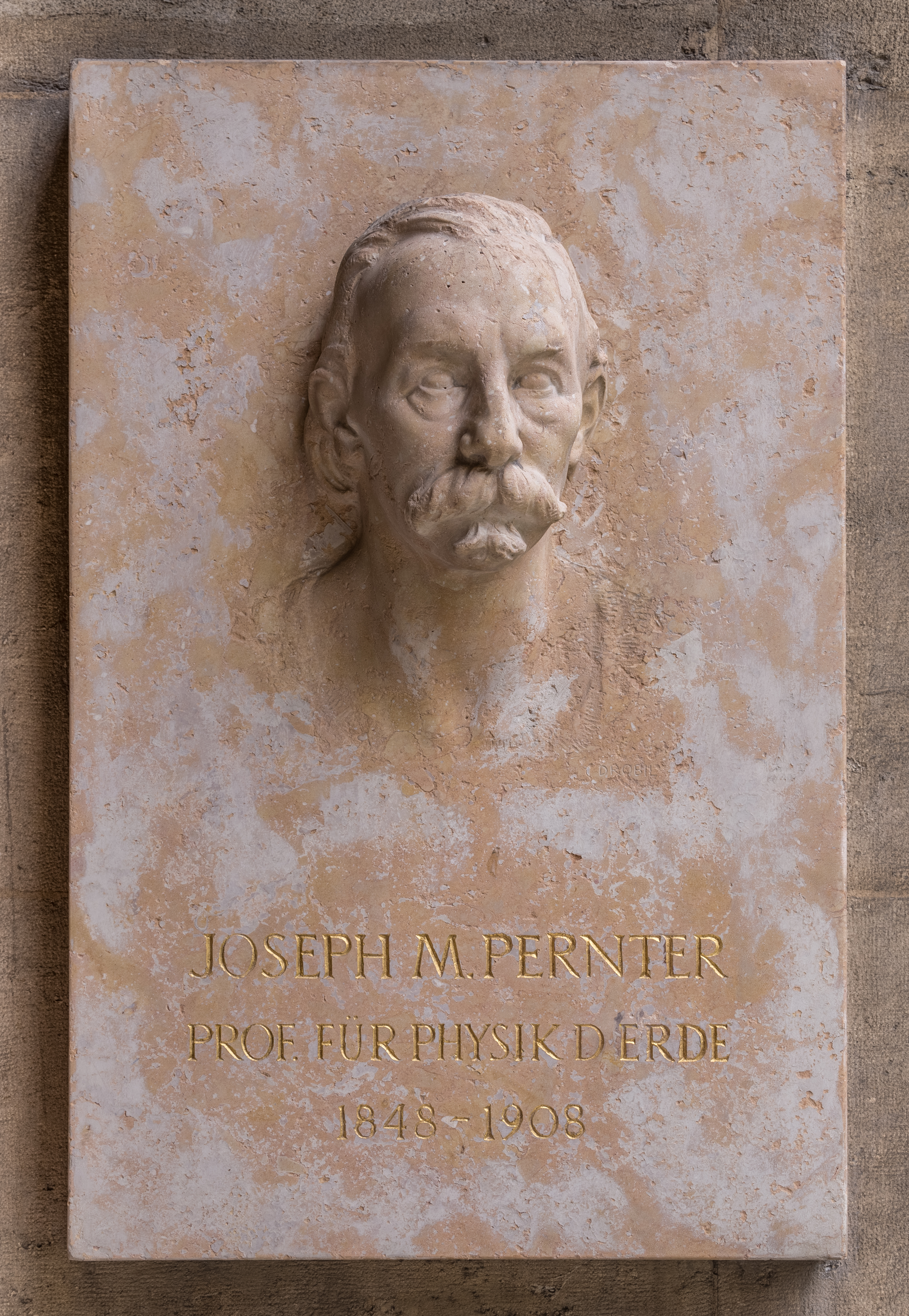
Das Denkmal an Josef Maria Pernter im Arkadenhof der Universität Wien aus dem Jahre 1935.

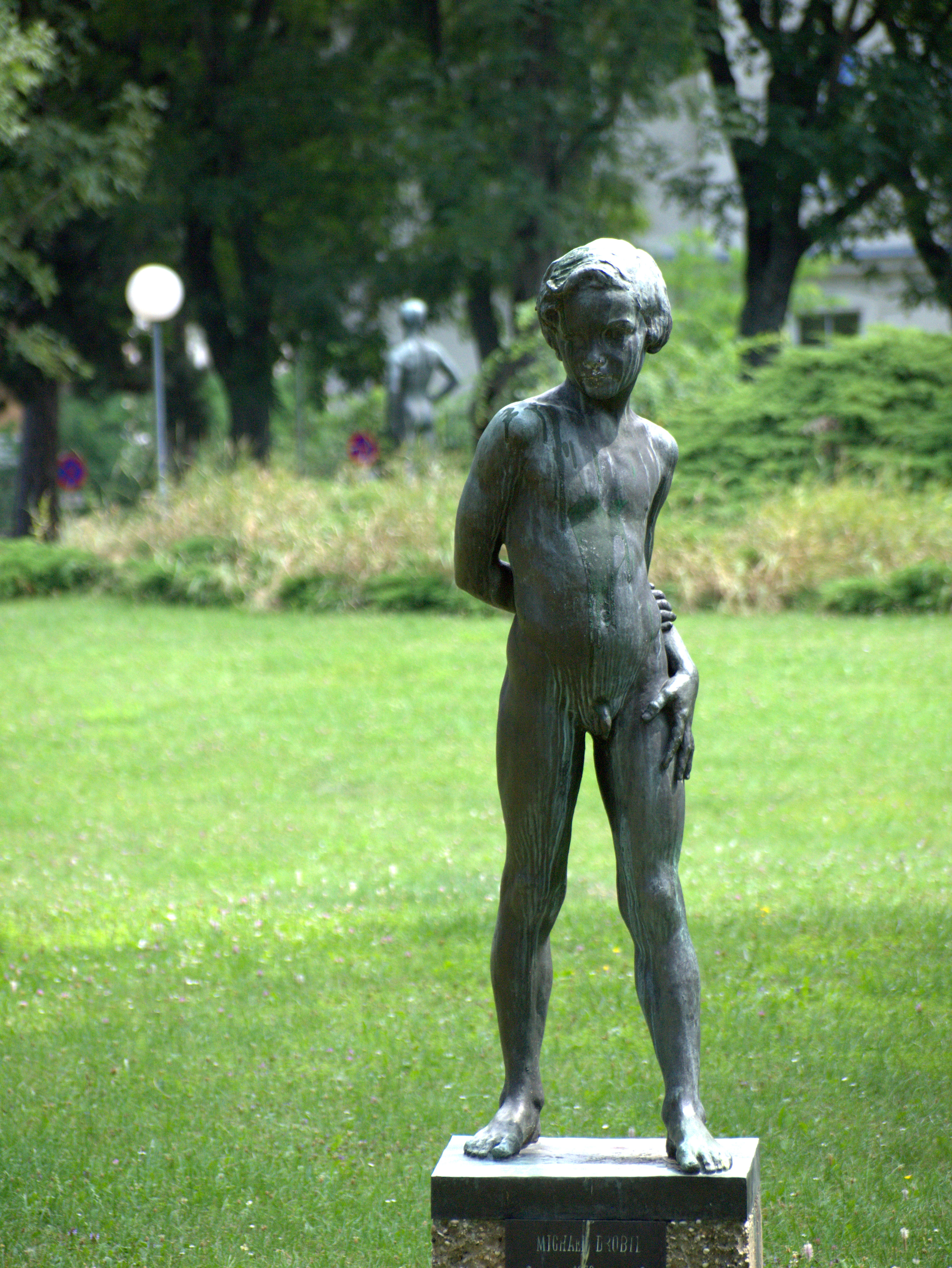
Die Skulptur eines Jungen vor dem Lupuspavillon des Wilhelminenspitals aus dem Jahre 1932.

Michael Drobil (* 19. September 1877 in Wien, Österreich-Ungarn; † 12. September 1958 ebenda) war ein österreichischer Bildhauer.

## Leben und Wirken
Michael Drobil wurde am 19. September 1877 in Wien geboren und begann nach seiner Bildhauerlehre im Jahre 1897 ein Studium an der Akademie der bildenden Künste Wien bei Edmund Hellmer. In seinem letzten Studienjahr (1905) kam er über ein Stipendium für ein Jahr nach Rom. In späteren Jahren leistete er während des Ersten Weltkriegs in Italien seinen Kriegsdienst als Frontoffizier ab und geriet gegen Ende des Krieges in eine zehnmonatige Gefangenschaft. Ab dem Jahre 1920 gehörte Drobil der Wiener Secession an und war ab dem Jahre 1939 Mitglied des Wiener Künstlerhauses. Von letztgenannten wurde er unter anderem mit dem „Goldenen Lorbeer“ ausgezeichnet.
1921 heiratete er seine Frau Hermine (1890–1976) und wurde im selben Jahr mit dem Reichel-Preis ausgezeichnet. 1925 erhielt er zudem einen Staatspreis. Weitere fünf Jahre später übernahm er die Nachfolge von Edmund Hellmer als Professor an der Akademie der bildenden Künste Wien; 1942 wurde ihm der Raphael-Donner-Preis zugesprochen. Im Jahre 1935 wurde sein erstes Werk im Arkadenhof der Universität Wien, ein Porträt des Professors Josef Maria Pernter, enthüllt. Ebenfalls 1935 wurde im Beisein des oberösterreichischen Landeshauptmanns Heinrich Gleißner ein heute denkmalgeschützte Kriegerdenkmal in Ried im Innkreis enthüllt. 1947 folgte ein weiteres Denkmal für Eduard von Hofmann und 1954 sein drittes und letztes Werk im Arkadenhof, das an Max Hussarek von Heinlein erinnern soll. Zeitlebens war er auch an mehreren größeren internationalen Ausstellungen beteiligt, so unter anderem 1935 in Budapest oder beim Biennale di Venezia im Jahre 1936. Von 1937 bis 1939 und 1943 stellte er insgesamt acht Werke auf den Großen Deutschen Kunstausstellungen aus. 1948 war Drobil in der Kategorie „Bildhauerei“ bei den Kunstwettbewerben der Olympischen Sommerspiele 1948 beteiligt.
In der Zeit des Nationalsozialismus beantragte Drobil am 28. Februar 1940 die Aufnahme in die NSDAP und wurde zum 1. Juni desselben Jahres aufgenommen (Mitgliedsnummer 7.683.426). Er war an der „Aktion: Weltkriegsdenkmäler in Lothringen“, das auf Initiative des damaligen Reichsstatthalters der Westmark Josef Bürckel ins Leben gerufen wurde, beteiligt. So wurde er 1941 vom Künstlerhaus mit der Ausfertigung eines Gipsmodells eines Kriegerdenkmals für die Gemeinde Bolchen (heute Boulay-Moselle im Nordosten Frankreichs, unweit der Grenze zu Deutschland) beauftragt. Sein Künstlerkollege Rudolf Schmidt wurde in weiterer Folge mit der Vorprüfung und Übernahme der fertiggestellten Gipsmodelle in Wien beauftragt. Die abschließende Ausführung wurde daraufhin jedoch vom Reichsstatthalter persönlich bei einer Ausstellung der Modelle in Saarbrücken bestimmt. Es ist nicht näher bekannt, ob das Modell Drobils zur Ausführung gelangte. Für eine weitere Aktion, die „Aktion: Menschen und Landschaft der Westmark“, arbeitete der gebürtige Wiener einen Entwurf eines Saarländer Bauern aus. Dieser wurde als Plastik mit dem Titel „(Der) Särmann“ für die „Aktion: Die schöne Westmark“ realisiert. Drobil stand 1944 in der Gottbegnadeten-Liste des Reichsministeriums für Volksaufklärung und Propaganda.
Im Jahre 1951 bezog Drobil, der unter anderem auch am Lehrgangsgebäude der Kriegsschule der Theresianischen Akademie in Wiener Neustadt Kriegsfiguren geschaffen hatte, ein Staatsatelier in der Krieau (siehe auch Bildhauerateliers des Bundes). Diverse andere Werke sind noch heute im städtischen Wohnbau Wiens sowie auf anderen Plätzen der Bundeshauptstadt zu finden. Vier Jahre später wurde er in der Döblinger Hauptstraße von einem Moped angefahren und verletzt. Am 12. September 1958, eine Woche vor seinem 81. Geburtstag, starb Drobil in seiner Geburts- und Heimatstadt Wien. Er wurde am Wiener Zentralfriedhof beigesetzt. Das Grab ist bereits aufgelassen.

## Auszeichnungen und Ehrungen (Auswahl)
- 1921: Reichel-Preis
- 1925: Staatspreis
- „Goldener Lorbeer“ des Wiener Künstlerhauses